# Core web vitals
De Core Web Vitals van Google zijn drie statistieken waarmee de gebruikerservaring op websites gemeten wordt.
Deze statistieken zijn: 
1. Largest Contentful Paint (LCP)
2. Interaction to Next Paint (INP)
3. Cumulative Layout Shift (CLS)

De Core Web Vitals hebben betrekking op de laadsnelheid, het reactievermogen en de visuele stabiliteit van een pagina. Deze Core Web Vitals zullen in mei 2021 als ranking factor worden opgenomen in het algoritme van Google.
De drie statistieken krijgen ieder een score op de volgende schaal: slecht – (moet worden verbeterd) – goed. 
Daarbij zijn er zijn verschillende factoren van invloed op die scores.

## LCP = Largest Contentful Paint
De laadtijd performance. Om een goede user experience te krijgen moet LCP binnen 2.5 seconden starten van moment dat de pagina geladen wordt

## INP = Interaction to Next Paint
Meet de interactiviteit van de site. Om een goede user experience te geven moet een pagina een INP hebben van 200 milliseconden of minder.

## CLS = Cumulative Layout Shift
Meet de visuele stabiliteit. Om een goede user experience te bieden moet een pagina een CLS hebben van 0,1 of minder.